# 蔡元定墓
蔡元定墓，位于中国福建省南平市建阳区莒口镇上布村，是南宋理学家、律吕学家、堪舆学家蔡元定（1135—1198）的墓葬。南宋庆元三年（1197年），蔡元定因伪学之禁，被贬湖南道州，翌年卒于贬所，灵柩归故里，葬于此。陵园总面积约2400平方米。墓体用卵石砌成，后置墓碑，高3米，宽85厘米，刻“宋太子太傅蔡元定公之墓”。2009年11月16日公布为第七批福建省文物保护单位。